# Matthias Reményi
Matthias Reményi (* 1971 in Säckingen) ist ein deutscher Fundamentaltheologe.

## Leben
Nach dem Abitur 1990 studierte er von 1991 bis 1998 Katholische Theologie (Diplom) an der Albert-Ludwigs-Universität Freiburg (Diplomarbeit „Die Anthropologie im Werk Gustav Siewerths“) und von 1994 bis 1999 Pädagogik an der Pädagogischen Hochschule Freiburg. Von 1998 bis 2001 war er Bildungsreferent im Schülerinnen- und Schülerreferat des Erzbischöflichen Jugendamtes in Freiburg. An der KFH Freiburg lehrte er von 1999 bis 2002 Christliche Anthropologie. Von 2001 bis 2004 wurde sein Dissertationsprojekt „Um der Hoffnung willen. Untersuchungen zur Eschatologischen Theologie Jürgen Moltmanns“ mit einem Promotionsstipendium des Cusanuswerks gefördert. Von 2004 bis 2010 war er wissenschaftlicher Mitarbeiter am Institut für Katholische Theologie der RWTH Aachen, Lehrstuhl für Systematische Theologie. Nach der Promotion 2005 zum Doktor der Theologie mit der Gesamtnote summa cum laude, (die  Arbeit wurde mit dem Bernhard-Welte-Preis der Theologischen Fakultät der Universität Freiburg ausgezeichnet) wurde er 2009  im Freiburger Münster zum Ständigen Diakon geweiht. Von 1. März 2010 bis 31. März 2017 war er Juniorprofessor für Systematische Theologie am Seminar für Katholische Theologie (FB Geschichts- und Kulturwissenschaften) der FU Berlin.  Von 1. Oktober 2015 bis 31. März 2016 vertrat er die W3-Professur Systematische Theologie an der Universität Siegen. 2016 habilitierte er Dogmatik an der Universität Innsbruck. 2017 wurde er auf den Lehrstuhl für Fundamentaltheologie und Vergleichende Religionswissenschaft an der Julius-Maximilians-Universität Würzburg berufen.
Seine Arbeits- und Forschungsschwerpunkte sind Theologische Anthropologie, Eschatologie, Thanatologie, selbstbestimmtes Sterben und ethische Fragen am Lebensende, Ekklesiologie, Amtstheologie, Denkformanalyse und Metapherntheorie und Handeln Gottes und Gott-Welt-Relation. Er ist Mitglied der Europäischen Gesellschaft für Katholische Theologie und der Arbeitsgemeinschaft Katholische Dogmatik und Fundamentaltheologie des deutschen Sprachraums.